# El árbol de los zuecos
El árbol de los zuecos (en italiano: L'albero degli zoccoli; en Milanés L'albor d'i socui - Arbur di socur) es una película italiana estrenada en 1978, escrita y dirigida por Ermanno Olmi, que trata sobre la vida cotidiana de un grupo de campesinos de la región de Lombardía a finales del siglo XIX.
La película contiene muchos elementos del Neorrealismo italiano, como el acento puesto en las vidas de los sectores más pobres y humildes, y la utilización de campesinos locales reales en lugar de actores profesionales. Obtuvo catorce premios internacionales, incluyendo la Palma de Oro en el Festival Internacional de Cine de Cannes de 1978 y el Premio César a la mejor película extranjera.
La versión original de la película está hablada en bergamasco, dialecto del lombardo.
La película incluye escenas de distintas costumbres campesinas, y entre ellas se muestra la matanza real de animales, como la evisceración de un cerdo todavía vivo.
En una entrevista realizada por el American Film Institute, Al Pacino destacó a este filme como una de sus películas favoritas.

## Premios
Premios del Círculo de Críticos de Cine de Nueva York
| Categoría                          | Resultado |
| ---------------------------------- | --------- |
| Mejor película de habla extranjera | Ganadora  |

Premios César 
| Categoría                 | Resultado |
| ------------------------- | --------- |
| Mejor película extranjera | Ganadora  |